# Associació Nacional d'Empresaris de Locals de Diversió
Asociación Nacional de Empresarios de Locales de Alterne (ANELA) és una associació d'empresaris de locals de prostitució amb seu a València i amb relació amb l'extrema dreta (concretament España 2000). Es la principal organització relacionada amb la prostitució i un grup de pressió important en el seu àmbit.
El model de negoci oficial dels clubs membres consisteix en permetre que les prostitutes treballen independentment del local pagant solament el lloguer d'habitacions i les copes. Segons una sentència del Tribunal Superior de Justícia d'Andalusia, "els Mossos d'Esquadra i els testimonis de moltes treballadores sexuals" no és així.
Els requisits per a ser soci són:
- Ser empresari d'un local de companyia.
- No estar involucrat en drogues il·legals.
- No permetre involucrar menors.

## Idees
Aquesta associació treballa per donar una imatge positiva del negoci del proxenetisme, segons informa una investigació.
Defèn la legalització de la prostitució al·legant que aportaria seguretat econòmica a les prostitutes mitjançant un marc legal que regularitze el sector i també "defenen l'exclusió de menors i drogues en els seus negocis [i] basen la seua activitat en la lliure voluntat de la prostituta, del client i de l'empresari dels clubs d'alterne". Critiquen també la prostitució feta al carrer utilitzant arguments basats en la higiene. Els punts en comú amb el que defenen les treballadores sexuals no són la totalitat, sinó uns pocs.
Ha sigut criticat que la seua crítica de la prostitució al carrer afavoreix al seu tipus de negoci: la prostitució als seus locals és l'únic tipus de prostitució que els aporta ingressos. La seua defensa aparent de les treballadores del sexe solament és motivada pels seus interessos empresarials, segons E. Villa Camarma.
Quan les creences i voluntats de l'associació han sigut exposades als mitjans de comunicació s'ha contrastat quasi sempre amb dades d'altres fonts.

## Història
La fundació de l'associació ocorregué el 2000, en el context d'una època de certa tolerància de la normativa espanyola en la que es despenalitza la prostitució voluntària, entre d'altres. El 2001 es constitueix formalment. D'entre els fundadores està José Luis Roberto Navarro.
El 2001 la ANELA denuncià el cas de tràfic de persones que patien una romanesa i una lituana.
El 2002 demanaren entrar a la patronal CEOE.
El 2003 l'associació oferí als ajuntaments de València i Madrid posar uns hotels a disposició de les prostitutes del carrer en un període de prova.
El 2004 van criticar negativament la reforma a l'article 188.1 del Codi Penal.
Pel 2006 hi formaven part uns quatre-cents clubs.
El 2008 es va conèixer el cas de la xarxa d'explotació de Coslada, de la qual, Anela va al·legar que no en sabia res relacionat amb tals pràctiques. L'operació judicial per a atrapar als implicats és l'Operació Il·lusionista. Dos empresaris socis (propietaris dels clubs Riviera i Saratoga) van acabar a la presó per estar-hi implicats.
Eixe mateix any ANELA criticà una campanya per a persuadir l'abstenció de consumir serveis de prostitució organitzada per l'ajuntament de Sevilla.
El 2009 van criticar negativament el "Plan Integral de Lucha contra la Trata de Seres Humanos con fines de explotación sexual" i assenyalà l'ambigüitat legal per la contradicció entre dos Tribunals Superiors de Justícia: un de Galícia establí que la prostitució és una activitat econòmica a compte propi mentre que l'altre de Catalunya considera que és a compte aliè.
El que havia sigut secretari, José Luis Roberto, va dimitir el 2011 perquè els lligams a l'extrema dreta pot donar una mala imatge als negocis associats. Eixe mateix any criticaren la Generalitat Valenciana per fer retirar la seua publicitat dels autobusos, sentint-se discriminats.
El 2015 es va trobar que tenien empleades menors d'edat. L'associació explicà que ells eren enganyats mitjançant la presentació de documentació falsificada. El mateix any l'associació es queixà de la falta d'un marc regulador que solament està present de manera exemplar a Catalunya.